# Happy Sad
Happy Sad es el tercer álbum de Tim Buckley es sin duda el más maduro y reflexivo de toda su corta pero intensa carrera.
Los toques blues de la guitarra de Lee Underwood se hacen notar en Strange Feelin la pista que abre el disco. Los efectos jazzisticos de Buckley hacen que se recuerde a los discos finales de Miles Davis mientras que el bajo de John Miller pone el fondo envolvente que caracteriza este álbum mágico. La vena emocional llega a su punto culminante con Dream Letter, mientras que los ritmos celtas de Gypsy woman dejan claro los recursos vocales de Buckley y que tanta controversia han generado durante décadas en los críticos musicales pero que han servido para caracterizar al músico.
La canción que cierra el álbum, Sing a song about of you, es un tema evocador y sencillo pero lleno de pasión, algo frecuente en sus anteriores discos. 
Sin duda, una de las mejores obras de Tim Buckley que le consagró como una leyenda del folk tanto dentro como fuera de los Estados Unidos.

## Listado de canciones
Todas las canciones escritas y compuestas por Tim Buckley. 
| N.º | Título                | Duración |  |
| 1.  | «Strange feelin´»     | 7:40     |  |
| 2.  | «Buzzin´fly»          | 6:04     |  |
| 3.  | «Love from room 109»  | 10:49    |  |
| 4.  | «Dream Letter»        | 5:12     |  |
| 5.  | «Gypsy Woman»         | 12:19    |  |
| 6.  | «Sing a song for you» | 2:39     |  |

- Datos: Q426474